# Amphibulus nigripes
Amphibulus nigripes là một loài tò vò trong họ Ichneumonidae.